# Hadi Chamene’i

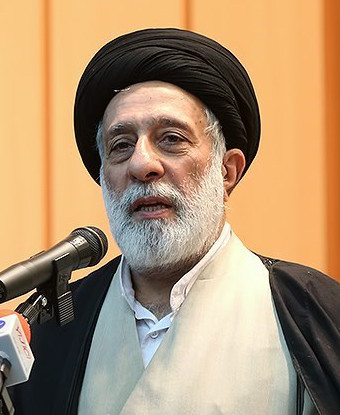
Hadi Chamene’i (2015)

Hadi Chamene’i (* 26. Januar 1948) ist ein iranischer Politiker, Mudschtahid, Linguist und Publizist. Er ist Mitglied des reformistischen Verbandes der kämpfenden Geistlichkeit und war Abgeordneter eines Teheraner Distrikts im iranischen Parlament.
Chamene’i ist ein jüngerer Bruder von Ali Chamene’i, mit dem er sich entzweite. Am 11. Februar 1999 griff ihn ein konservativer Mob aus etwa hundert Personen in Qom an, und er erlitt einen Schädelbruch. Zahlreiche Zeitschriften setzten sich danach für ihn ein.
Chamene’i ist als Publizist regimekritischer Zeitschriften, besonders Hayat-e No, bekannt. Seine Zeitschrift Jahan-e Islam wurde 1995 wegen „Beleidigung des Islam“ und „Verbreitung von Falschinformation“ eingestellt.